# Jesper Lundgaard (bassist)
Jesper Lundgaard (født 12. juni 1954) er en dansk jazz bassist, bandleder og komponist. Siden sin debut i 1970'erne har han været en af de mest fremtrædende bassister i dansk jazz og har optrådt på mere end 400 albums med såvel danske som kendte amerikanske jazzmusikere.

## Biografi
Jesper Lundgaard blev født i 1954 i Hillerød, Danmark. Han spillede guitar i nogle få år, men begyndte at spille bas som 16-årig. I 1976 påbegyndte han musikstudiet på Århus Universitet og blev samme år medlem af Bent Eriksens trio. Her blev han introduceret til danske jazzmusikere som Alex Riel, Niels Jørgen Steen, Finn Ziegler, Jesper Thilo og Jørgen Emborg. Han spillede ligeledes med en række kendte amerikanske musikere, fx Dexter Gordon, Harry Sweets Edison, Eddie Lockjaw Davis, Benny Waters, Hal Singer, Thad Jones, Mel Lewis, Pepper Adams, Howard McGhee og Roy Eldridge. Lundgaard etablerede sig herefter som en af de førende jazz bassister på den danske jazzscene.
I 1980'erne var Lundgaard medlem af the Radiojazzgruppen, Ernie Wilkins' Almost Big Band og Thad Jones' danske big band Eclipse, samtidig med, at han turnerede med en række akerikanske jazzmusikere, blandt andre Jimmy Raney, Tommy Flanagan og Ed Thigpen. Fra 1989 til 1991 var han med i DR Big Band og i 1993 blev han bassist i Svend Asmussen's kvartet.

## Gallery
Fotos: Hreinn Gudlaugsson